# 格莱森贝格
格莱森贝格是德国巴伐利亚州的一个市镇。总面积15.39平方公里，总人口886人，其中男性443人，女性443人（2011年12月31日），人口密度58人/平方公里。